# Данієль Аломія Роблес
Данієль Аломія Роблес (ісп. Daniel Alomía Robles, 3 січня 1871 — 18 червня 1942) — перуанський композитор і етномузиколог. Він найбільш відомий своєю піснею El Cóndor Pasa («пролітає кондор» або «політ кондора»), тематичною піснею однойменної сарсуели, написаної ним в 1913 році. Ця п'єса має розмовні частини та спів. Музика та текст пісні засновані на народних андійських піснях, ймовірно ця пісня є найвідомішим андійським музичним твором у світі.